# Reg Tomlinson
Reginald Tomlinson, detto Reg (Sleaford, 2 luglio 1914 – Bitterne, 16 maggio 1971), è stato un calciatore inglese, di ruolo attaccante.

## Caratteristiche tecniche
Era un centravanti.

## Carriera
Dopo aver giocato con i semiprofessionisti dell'Horncastle Town nel 1935 si trasferisce al Grimsby Town, club della prima divisione inglese, con il quale all'età di 21 anni esordisce tra i professionisti; la sua permanenza ai Mariners, che si protrae per complessive tre stagioni, lo vede però scendere in campo in modo abbastanza frammentario: gioca infatti complessivamente sole 20 partite di campionato (sempre in prima divisione) con 2 reti segnate. Nell'estate del 1938 viene ceduto al Southampton, club di seconda divisione, con il quale durante la stagione 1938-1939 realizza 12 reti in 34 presenze nel campionato di seconda divisione ed un gol nella sua unica presenza stagionale in FA Cup. Rimane ai Saints anche nella stagione 1939-1940, in cui gioca 2 partite sempre in seconda divisione, ma di fatto la sua carriera professionistica termina insieme alla prematura sospensione della stagione in questione per via degli eventi bellici della seconda guerra mondiale (fa eccezione un suo breve ritorno al Southampton nel 1943 per giocare alcune partite in uno dei vari tornei disputati nel periodo bellico al posto dei normali campionati).
In carriera ha totalizzato complessivamente 56 presenze e 14 reti nei campionati della Football League (tutte tra prima e seconda divisione).